# Dina Meyerová
Dina Meyerová (* 22. prosince 1968 New York, USA) je americká herečka.
Debutovala v roce 1993 v televizním filmu Strapped, téhož roku se objevila jako Lucinda Nicholsonová v seriálu Beverly Hills 90210. V celovečerním filmu poprvé hrála v roce 1995 v snímku Johnny Mnemonic, v 90. letech 20. století se objevila ještě ve filmech Dračí srdce, Hvězdná pěchota a Netopýři. V roce 2002 dostala roli romulanského komandéra Donatry ve sci-fi snímku Star Trek: Nemesis, mezi její další filmy paří např. D-Tox, Piraňa 3D nebo první čtyři snímky ze série filmů Saw. V televizi postupně hostovala např. v seriálech Přátelé, Krajní meze, Kriminálka Las Vegas, Kriminálka Miami, Můj přítel Monk, Námořní vyšetřovací služba či Mentalista, jednu z hlavních rolí dostala v seriálu Birds of Prey.